# Ensalada rusa
La ensalada rusa o ensaladilla rusa, también conocida originariamente como ensalada Olivier, es una ensalada creada en Rusia por el chef ruso Lucien Olivier. Dependiendo de la tradición culinaria de cada región ha evolucionado de manera diferente, pudiendo llevar ingredientes distintos, pero incluyendo habitualmente papas o patatas y otras hortalizas cocidas amalgamadas con mayonesa.

## Historia

### Antecedentes
Aunque prevalece la idea de que la receta original fue elaborada en Moscú por un chef franco-belga en torno a 1860, la verdad es que anteriormente ya existía una ensalada similar bajo la denominación de «rusa». En el recetario The Modern Cook del chef anglo-italiano Charles Elmé Francatelli (1805-1876), editado en 1845, ya aparece una receta titulada russian salad (ensalada rusa) con langosta, anchoas, atún, cangrejo, langostinos, aceitunas y alcaparras aliñadas con mayonesa.

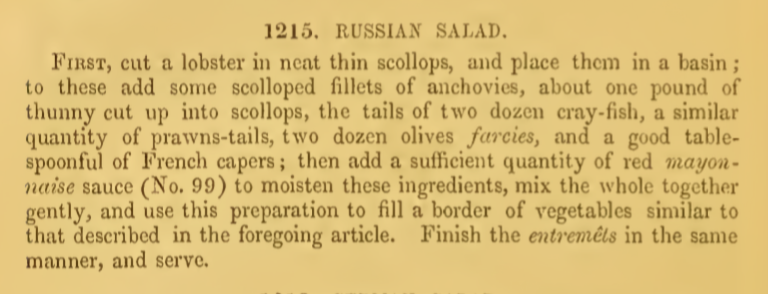
Receta de ensalada rusa según la segunda edición (1846) de The Modern Cook de Francatelli. Traducción: Primero, corte una langosta en rodajas finas, y colóquelas en un recipiente; A estos se agregan algunos filetes de anchoas, aproximadamente una libra de atún cortado en rodajas, las colas de dos docenas de cangrejos de río, una cantidad similar de colas de langostinos; dos docenas de aceitunas rellenas y una buena cucharada de alcaparras francesas; luego agregue una cantidad suficiente de salsa de mayonesa roja (No. 99) para humedecer estos ingredientes, mezcle todo suavemente y use esta preparación para llenar una fuente de vegetales similar al descrito en el artículo anterior. Termine los entremeses de la misma manera y sirva.

En el recetario Cuisine classique de Urbain Dubois y Émile Bernard (1856) también hay otra versión de la ensalada rusa bajo el nombre de salade russe, en la que aparecen ya las papas cocidas además de remolachas, apio, pepinos, pepinillos, alcaparras, anchoas, rábanos y mayonesa.

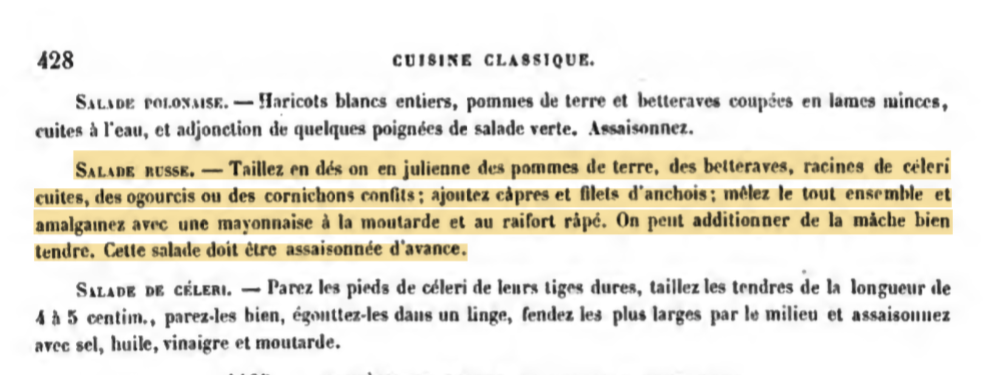
Receta de la ensalada rusa según el libro Cuisine classique de 1856.

También hay referencias a la ensalada rusa en un menú del libro La cocina moderna, según la escuela francesa y española del cocinero español Mariano Muñoz en 1858. Por esta razón, es posible aventurar que la ensalada rusa era ya una receta ampliamente conocida en el ámbito de la alta cocina profesional a mediados del siglo XIX, sobre todo de origen francés (en Francia estudió también Francatelli). Con el apelativo de rusa se conocía un tipo de ensalada hecha a base de diferentes ingredientes cocidos y aliñados con mayonesa, aunque por ahora se desconoce si el origen de tal adjetivo está relacionado con Rusia.
En el libro Gastronomie en Russie (Alphonse Petit, 1860), dedicado a la cocina rusa, ni siquiera aparece explicada la elaboración de dicha ensalada, aunque sí aparece mencionada en seis ocasiones a lo largo del recetario como una guarnición, implícitamente tan conocida por los lectores franceses que su autor no consideró necesario detallar su formulación.

## Variantes

### Ensalada Olivier

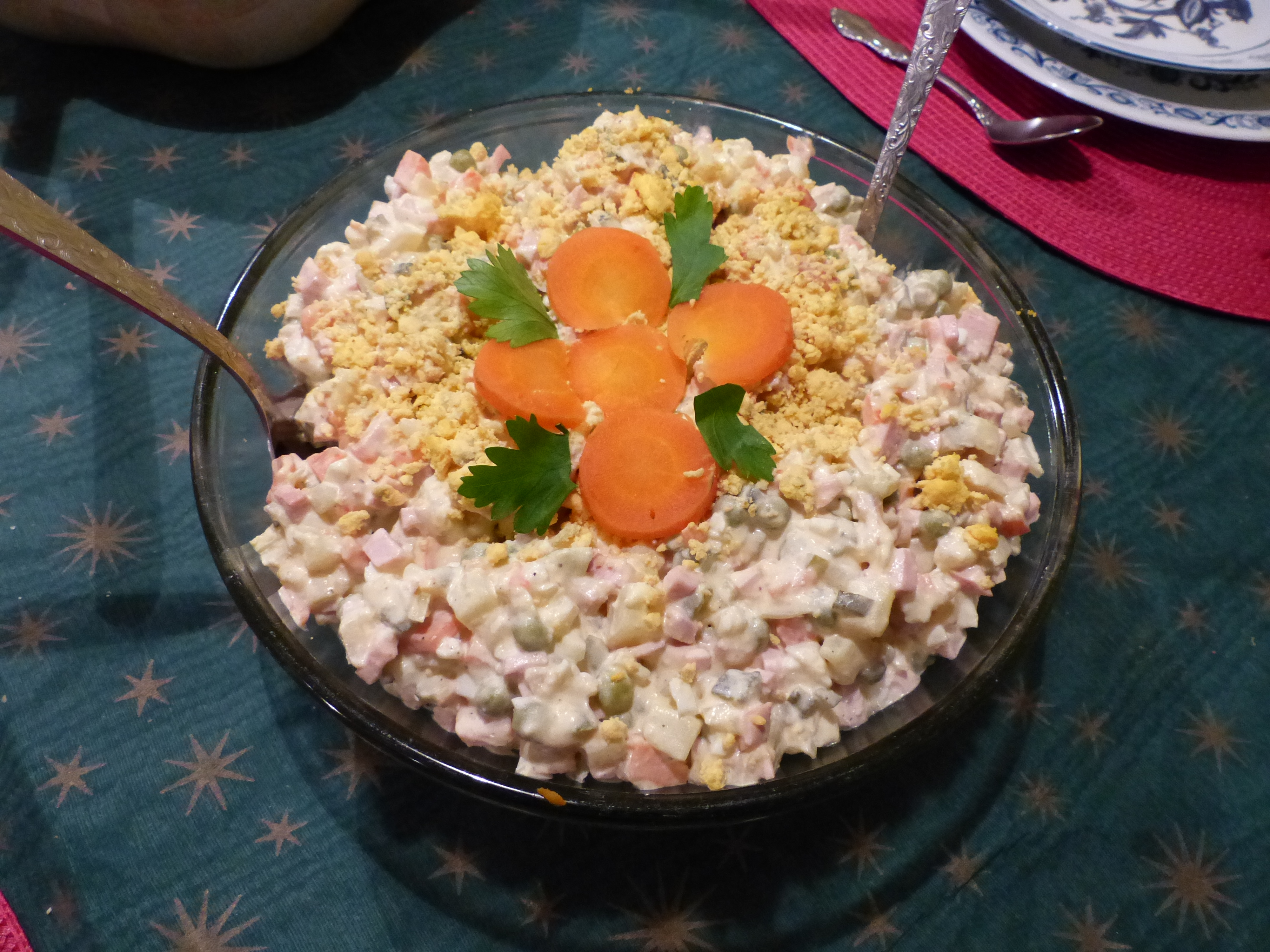
Presentación de la ensalada Olivier

Fue el cocinero ruso de origen franco-belga, Lucien Olivier (1838-1883), quien popularizó la ensalada rusa. Junto a un socio ruso, Yakov Pegov, abrió el restaurante Hermitage (a veces escrito Ermitage) en 1864 en el centro de Moscú. Dedicado a la alta cocina francesa y con una decoración y servicio de lujo, el Hermitage se hizo rápidamente conocido entre la élite moscovita. Allí Olivier servía una ensalada hecha con carne cocida de urogallo, perdiz o venado alternadas con capas de caviar, alcaparras y caldo en gelatina. Alrededor llevaba colas de cangrejo y lengua de ternera, además de papas cocidas, huevos duros y pepinos, todo ello coronado por una mayonesa aderezada con mostaza y especias. Al parecer, los clientes solían mezclarlo todo junto en el plato y el cocinero decidió servir la ensalada de ese modo, picada en trozos pequeños y con más salsa. De este modo se hizo célebre la receta en Moscú, bajo el nombre popular de Салат Оливье o «Ensalada Olivier».
Se conocen los ingredientes aproximados que llevaba pero no la receta exacta, que Olivier no dejó por escrito ni transmitió a nadie. Varios restaurantes rivales comenzaron a hacer versiones similares y el plato se convirtió en uno de los más habituales entre la clase acomodada rusa. El exilio de los aristócratas tras la Revolución Rusa de 1917 dio a conocer la ensalada Olivier o rusa en otros países como Estados Unidos, a la vez que en la Unión Soviética se extendía una versión sin ingredientes de lujo (советским оливье o ensalada soviética), mucho más sencilla y parecida a la que se elabora hoy en día en Rusia y otros países cercanos como Ucrania y Bielorrusia. En esta versión, el caviar y las carnes sofisticadas fueron reemplazadas por guisantes, pepinillos encurtidos y pollo cocido.
De acuerdo con la antropóloga Anna Kushkova, la ensalada era «un plato de igualdad y hermandad universal que no reconocía (...) ni las convenciones ni las fronteras impuestas por clase social o propiedad...».

### Ensalada rusa en Sudamérica

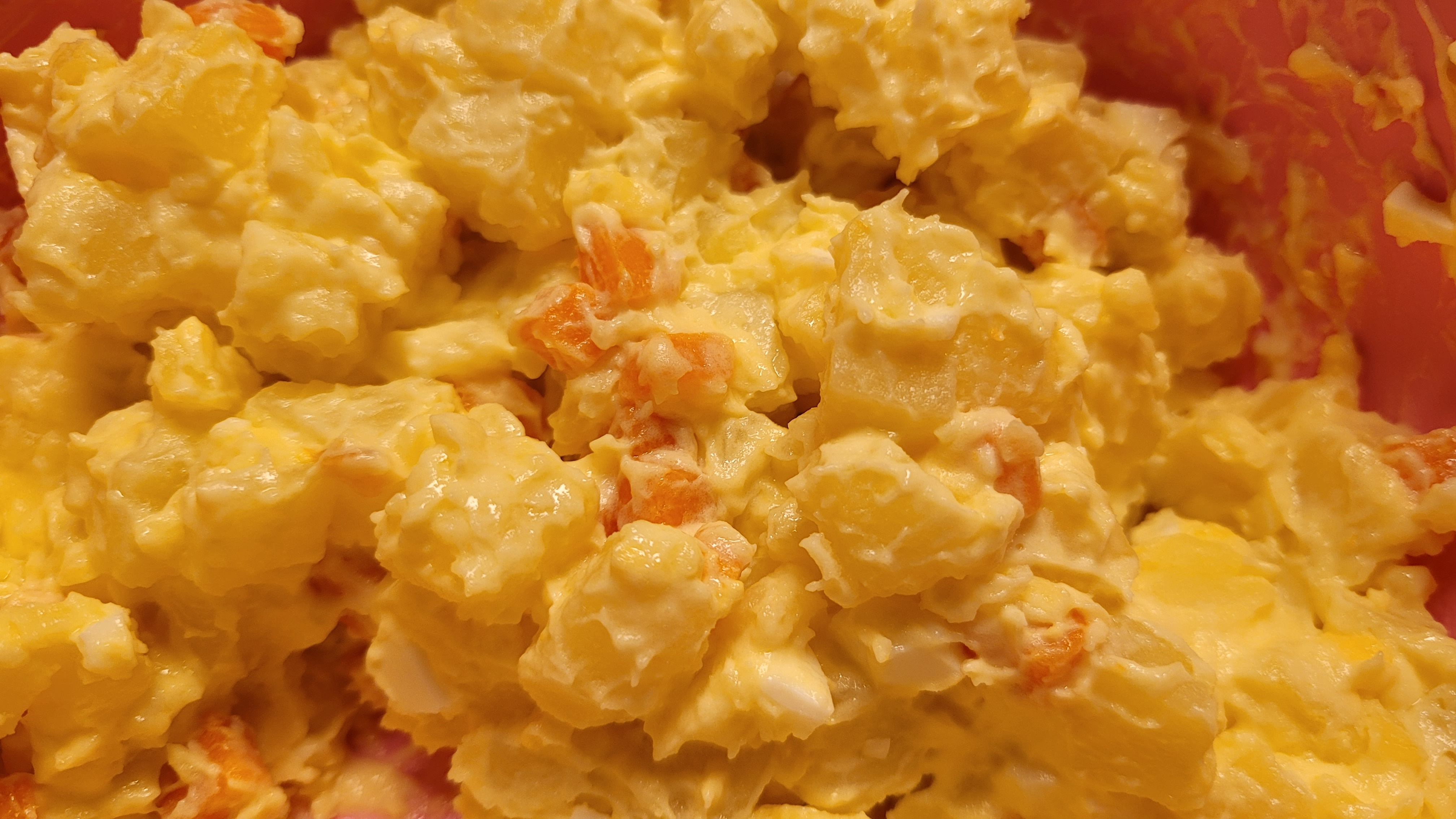
Ensalada rusa (estilo argentino).

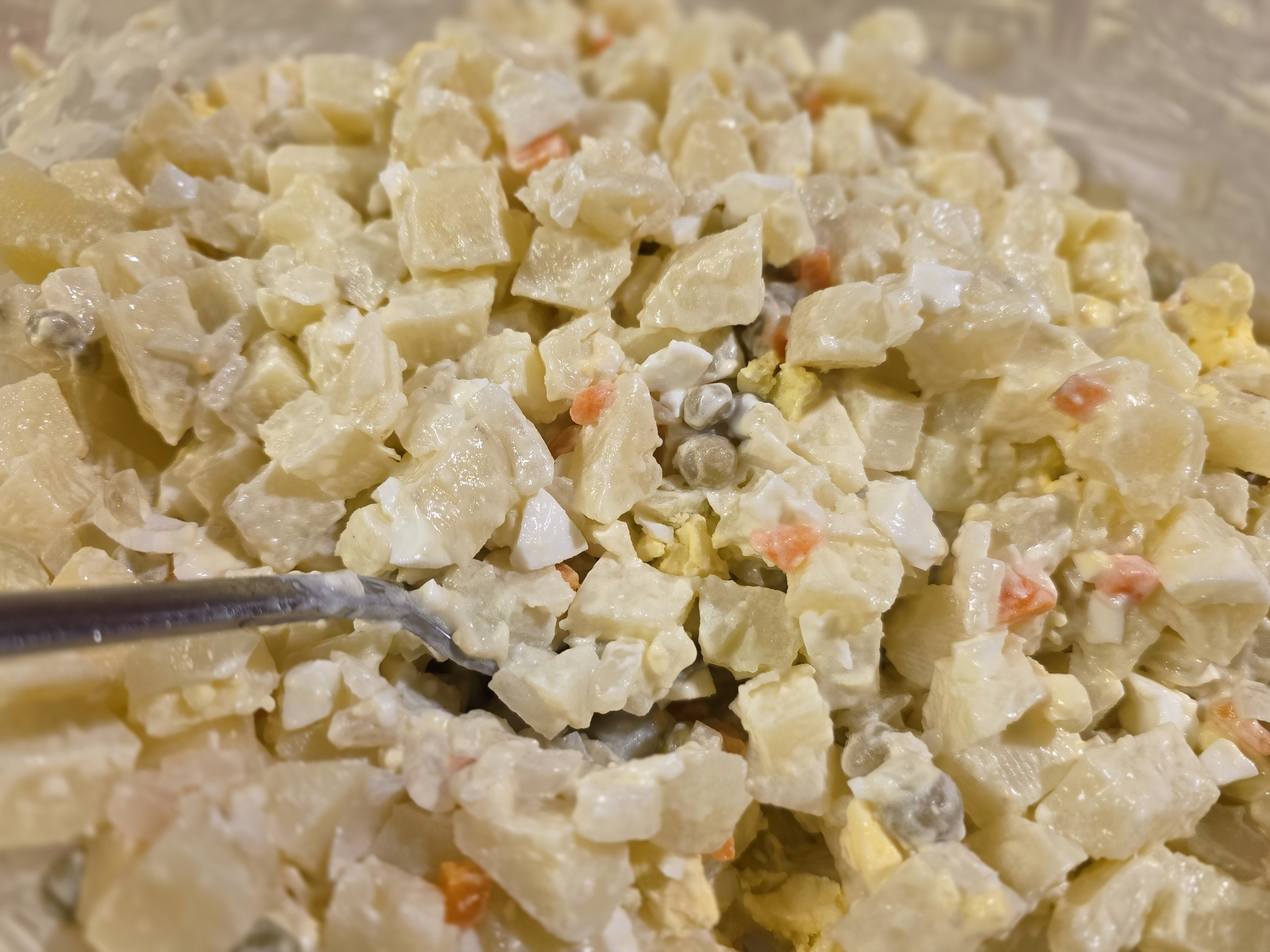
Ensalada rusa hecha en Argentina con papas hervidas, zanahoria, arvejas, mayonesa y sal.

En Argentina, Paraguay y Uruguay durante las últimas décadas del siglo XIX, gracias a la inmigración proveniente del Imperio Ruso se introdujeron las variantes de la ensalada. Con el transcurso del tiempo, dada su facilidad de realización y lo común de sus ingredientes, la variante tradicional de los alemanes del volga (que llegaron desde Rusia) se impuso sobre otras (entre ellas, las del pueblo judío ruso y la de los ortodoxos). La misma consiste en arvejas, papas, zanahorias, huevos duros (cocidos) y mayonesa. Agregarle pollo cocido es opcional, pero si se le agrega se lo denomina "mayonesa de ave". Es un plato muy tradicional en estos países, ya que se lo suele consumir como guarnición en los tradicionales asados familiares.
En Perú existe una variante de la ensalada rusa elaborada a base de papas, vainitas, beterraga, zanahoria, arvejas y limón; todo revuelto con mayonesa. Esta ensalada es muy popular en la comida peruana; tanto así que se suele acompañar al pollo al horno, al pollo frito, al asado, y además es el principal acompañante del pavo al horno y el lechón al horno en la cena de Navidad de los peruanos.

### Ensalada rusa en Costa Rica

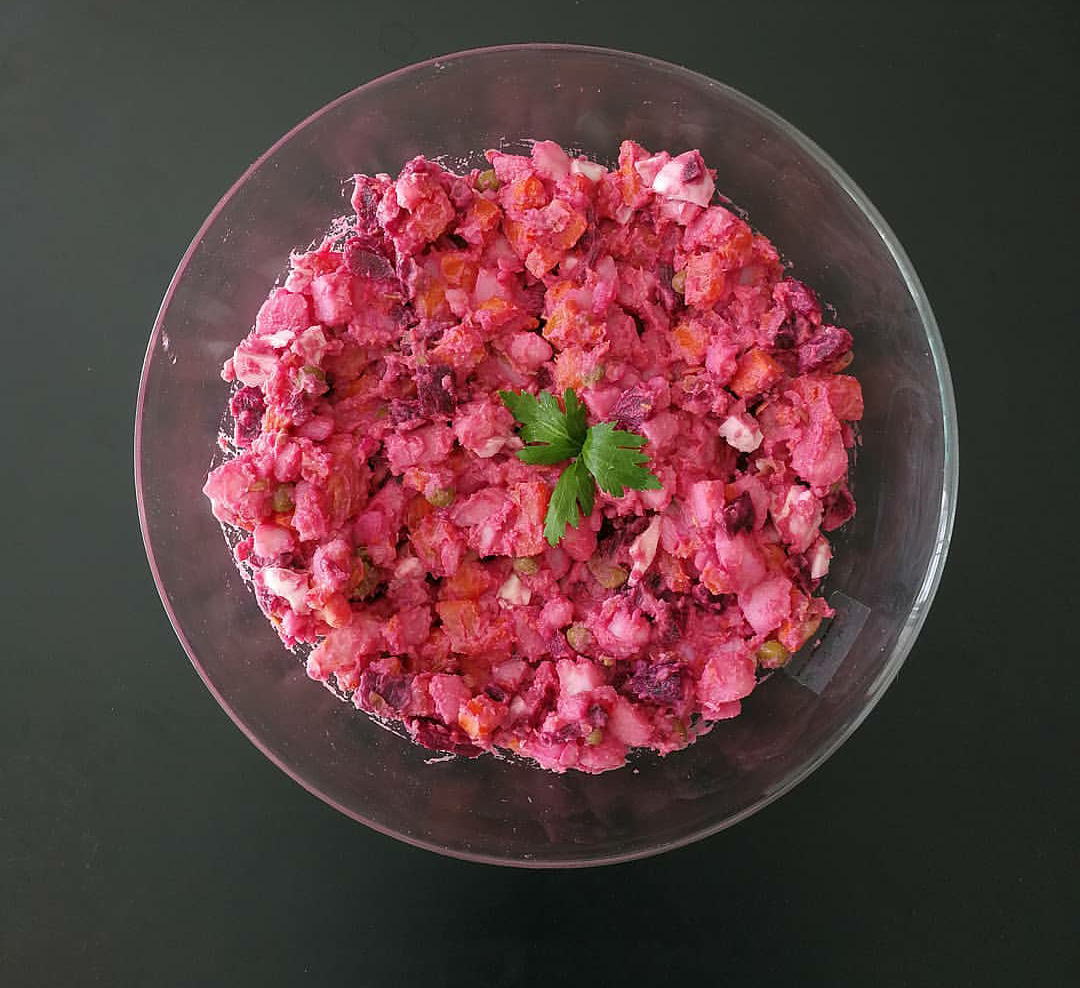
Ensalada rusa tradicional de Costa Rica

Dentro de la culinaria costarricense la ensalada rusa consiste en una mezcla de papa con remolacha, huevo duro, mayonesa y variedad de verduras que pueden ser zanahorias, petit pois (guisantes) o maíz. Es una de las guarniciones más populares para el tradicional casado, así como para acompañar carnes y pescados.

### Ensaladilla rusa en España
]]

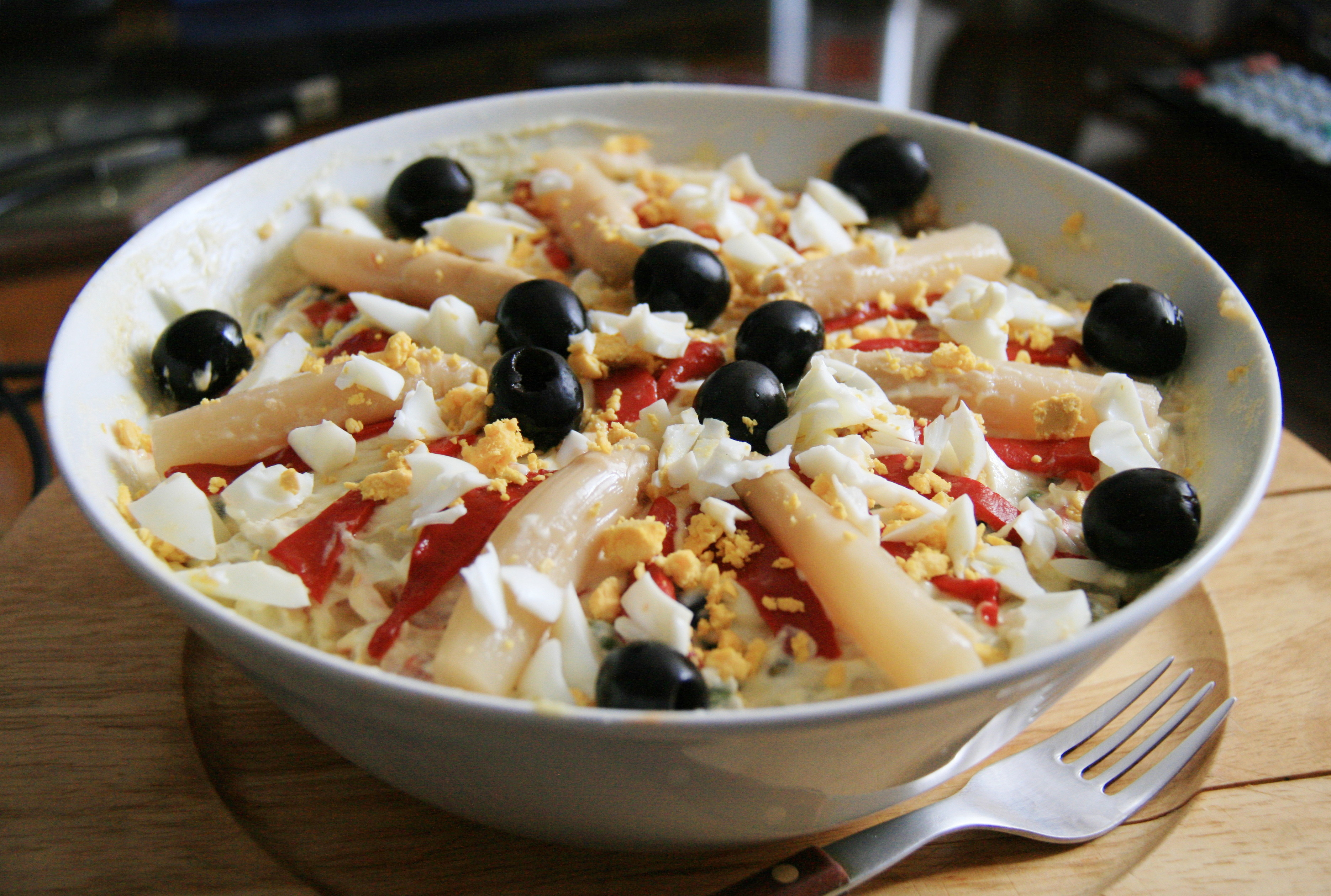
Ensaladilla rusa, Madrid, España

En España esta ensalada se denomina habitualmente "ensaladilla rusa". Aparece por primera vez en España en 1858, formando parte de un menú propuesto en el libro La cocina moderna, según la escuela francesa y española del cocinero español Mariano Muñoz (al servicio de los condes de Campo Alange). Se entendía entonces que una ensalada rusa era igual a la llamada italiana, una mezcla de legumbres, verduras y carnes frías.

La ensalada italiana es exactamente lo mismo que la ensalada rusa ó lo que ha dado en llamarse rusa, que no es
otra cosa que una mezcla fría de legumbres cocidas, arregladas de un modo especial.
Ángel Muro, Diccionario general de cocina 1892

La receta siguió una trayectoria parecida a la ocurrida con la ensalada rusa «a la soviética», pasando de ser ensalada rusa imperial, como aparece en el Diccionario general de cocina de Ángel Muro (Tomo 1, página 749, 1892) con perdiz, salmón y caviar, a una ensaladilla en diminutivo con hortalizas baratas y servida como tapa en los bares. Después de la Guerra Civil, se intentó cambiar la denominación de «rusa» en algunos círculos franquistas por «ensaladilla nacional» o «ensaladilla imperial» para evitar cualquier asociación del plato con un posible origen soviético o comunista.

Color rojo bajo anatema en los cuarenta, época en que la población se dividía en «rojos» y «blancos», en tanto la «ensaladilla rusa» se llamaba «ensaladilla nacional» y el popular «ruso» — café con leche merengada— era bautizado con el apodo de «nacional»
Pablo Hernández Montesdeoca, «Mediterráneo: Prensa y Radio del Movimiento»  p. 10, 4 de agosto de 1972

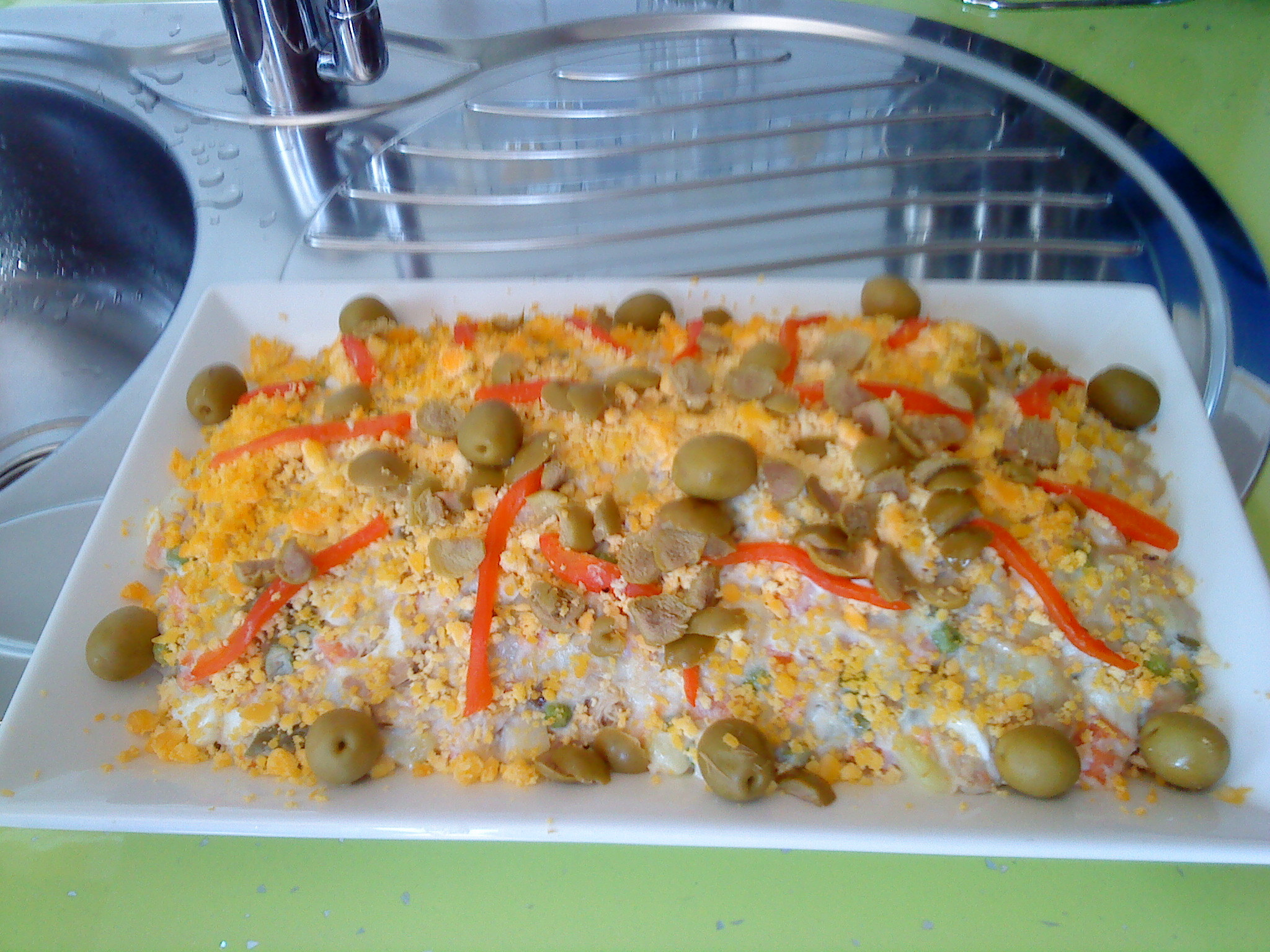
Ensaladilla rusa en un bar de España.

En el recetario Manual de cocina de 1950, su autora Ana María Herrera se refiere a la "ensalada rusa" como "un conjunto de hortalizas cocidas con unos aditamentos de carne, pescado y ave condimentada con una salsa mayonesa", donde la remolacha, las judías verdes y las alcaparras forman parte de la receta. A continuación afirma que la llamada "ensaladilla rusa" añade a la macedonia de verduras de la ensalada algún marisco como langostinos, gambas, etc., "y todo bien cubierto de mayonesa; y si se quiere hacer más completa se le añadirá caviar".
Por su parte, Simone Ortega en su popular recetario 1080 recetas de cocina de 1972, define la "ensaladilla rusa" más clásica como una base de mayonesa más bien espesa, mezclada con varias verduras: patatas cocidas en daditos, zanahorias y guisantes, a la que sugiere añadir también apio picado y gambas cocidas.
Actualmente, la ensaladilla o ensalada rusa en España suele añadir a la patata, zanahoria y guisantes cocidos, atún en conserva, huevos duros, espárragos, pimientos asados en conserva, aceitunas con hueso o rellenas, gambas o langostinos cocidos, e incluso palitos de cangrejo, si bien, lo normal es que en su elaboración cada región aporte algún ingrediente distintivo.

### Ensalada rusa en México
Por lo general en México se la sirve con el famoso Club Sándwich. Se elabora a base de papas, zanahoria, ejotes, mayonesa, chícharos, chile ancho, mezclado con mayonesa o crema de leche. Esta ensalada también recibe el nombre de "velo de novia" o "ensalada de novios" ya que suele servirse en las bodas, aunque también en otros eventos sociales como fiestas infantiles o fiesta de quince años. En las regiones del Centro, Bajío y Occidente de México suele llamarse "ensalada de fiambre" en la cual se pueden encontrar que además de usar papas, zanahorias, ejotes y chícharos como base, se agrega pollo desmenuzado, cuero encurtido o carnes frías como jamón, salchicha o queso de puerco (aspic duro salado elaborado con cabeza de cerdo) y a veces que se le agrega pasta de codo o tornillo. También se le llega a nombrar como "sopa fría", en estos casos se le suele acompañar con tostadas de maíz frito, galletas saladas botaneras y, como es usual en México, con jalapeños en escabeche.

### Ensalada rusa en Portugal
Desde mediados del siglo XX esta ensalada fría de verduras, a la que se denomina «salada russa», se elabora en Portugal con papa cortada en cubos, guisantes, zanahorias, cebolla, remolacha, huevos, encurtidos de diferente tipo, e incluso manzana, a los que se le añade mortadela, carne cocida, muchas veces pollo, todo ello mezclado con salsa mayonesa.